# Saját név hatása betűpreferenciára

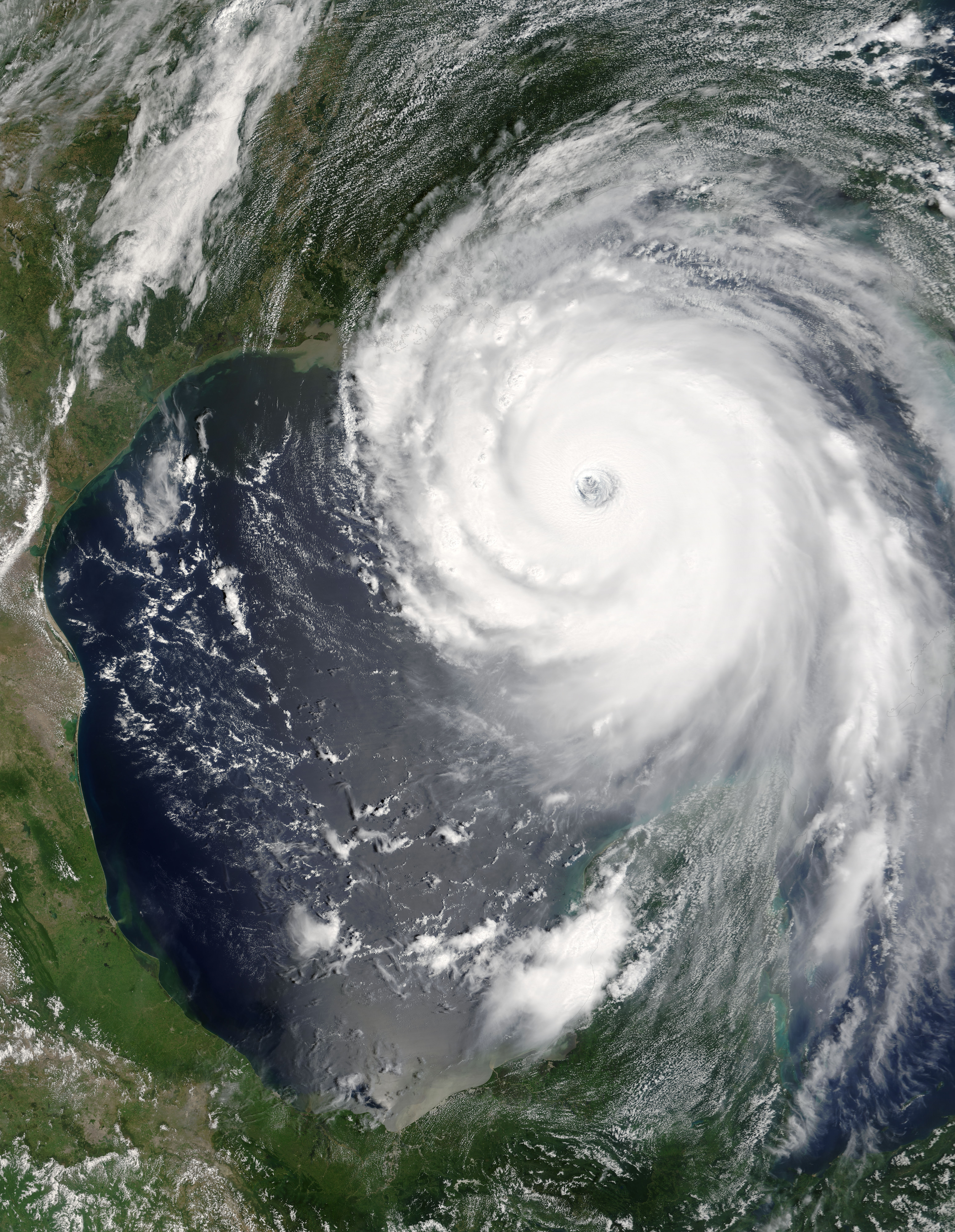
Katrina hurrikán: a K betűvel kezdődő nevű emberek aránytalanul több adományt adtak a károsultak segélyezésére

A saját név hatása betűpreferenciára azt a tendenciát jelenti, hogy az emberek előnyben részesítik azokat a betűket, amelyek szerepelnek a nevükben, azokkal szemben, amelyek nem. Hogyha megkérdezik az alanyokat, hogy rangsorolják, értékeljék őket, vagy válasszanak egy betűt kettő közül, akkor legtöbbjük előnyben részesíti azokat a betűket, melyek a nevükben szerepelnek, miközben nincsenek ennek tudatában.
Jozef Nuttin belga pszichológus a jelenséget 1985-ben fedezte fel. Azóta számos tanulmány foglalkozott a témával, több mint 15 országból vizsgáltak alanyokat, négyféle írással. A jelenséget megtalálták különböző életkorú és nemű alanyoknál is. A hatás az alany által viselt összes név összes betűjére kiterjed, de legerősebb a kezdőbetűknél.
A jelenség hátterében az állhat, hogy a legtöbb ember szereti saját magát, és a nevét a saját részének tekinti. Így előnyben részesíti azokat a betűket, amelyek a nevében szerepelnek, még úgy is, hogy azok más szavakban is megtalálhatók. Azok, akik nem szeretik saját magukat, nem mutatják ezt a jelenséget. Hasonló a hatás a születésnappal kapcsolatban is: a legtöbben előnyben részesítik a hónapnak azt a napját, amelyen születtek. A kutatások kizárták azokat az alternatív magyarázatokat, amelyek a gyakori használatot vagy a korai elsajátítást támogatták.
Bizonyítékok vannak arra, hogy a jelenség a való életben is befolyásolja döntéseinket. Laboratóriumi körülmények között az alanyok előnyben részesítették azokat a márkákat, amelyek neve valamelyik nevük kezdőbetűjével kezdődött. A segélyszervezetekhez befutott adományok adatainak elemzése közben észrevették, hogy aránytalanul sok olyan ember adományozott egy hurrikán után, akiknek neve ugyanazzal a betűvel kezdődött, mint a hurrikán neve, például a Katrina hurrikán után Kate és Kevin. A nagyobb döntésekre vonatkozó eredmények ellentmondásosak.

## Története
A betűk kedvelésének kutatását Mecherikoff és Horton 1959-es tanulmányával kezdődött, akik a márkaválasztást kutatták. A téma közelebbről a csomagoláson megjelenő nevek népszerűsége volt. A kutatás folytatásaként az alanyokat arra kérték, hogy rendezzék sorba az angol ábécét aszerint, hogy mennyire szimpatikusak a nagybetűk. Miközben nem találtak általános preferenciasort (alacsony konkordanciaegyütthatók), addig erős korrelációt találtak a betűk átlagos rangja között és aközött, hogy milyen gyakran fordul elő egy családnév elején.
Robert Zajonc szociálpszichológus 1968-ban publikálta cikkét szópárok közötti választásokról: a legtöbb tesztben a gyakoribb szavak voltak a népszerűbbek.  Zajonc nonszensz szavakat is tesztelt, és úgy találta, hogy a gyakrabban hallottak voltak a népszerűbbek. Ebből arra következtetett, hogy az ismerősebb általában szimpatikusabb, pusztán a gyakorisága miatt.
Jozef Nuttin belga kísérleti pszichológus 1977 körül autópályán vezetés közben figyelte a rendszámokat, és azt találta, hogy előnyben részesítette azokat a rendszámokat, amelyek betűi a saját nevében is benne voltak. Elcsodálkozott azon, hogy emberek előnyben részesítenek olyan ingereket, amelyek hozzájuk kapcsolódnak, a puszta hozzájuk tartozás miatt, szemben a puszta ismerősséggel.

## Az első tanulmány
Nuttin a Leuveni Katolikus Egyetemen levő laborjában kísérleteket szervezett azzal kapcsolatban, hogy az emberek magasabbra értékelik azokat a betűket, amelyek a nevükben szerepelnek. Fontos volt úgy szervezni a kísérletet, hogy kizárjanak más tényezőket, például a puszta ismerősséget. Ugyanis ha olyan betűket választott volna, amelyek nagyon gyakoriak, akkor nem lehetett volna kizárni a puszta ismerősséget.

### Módszer
| Irma Maes | Irma Maes | Jef Jacobs | Jef Jacobs |
| --------- | --------- | ---------- | ---------- |
| A         | U         | A          | U          |
| M         | D         | M          | D          |
| T         | R         | T          | R          |
| I         | G         | I          | G          |
| V         | S         | V          | S          |
| E         | N         | E          | N          |
| A         | P         | A          | P          |
| L         | M         | L          | M          |
| H         | F         | H          | F          |
| E         | I         | E          | I          |
| J         | K         | J          | K          |

A puszta gyakoriság kizárására két alanynak is ugyanazokat a betűpárokat kellett kiértékelnie. Voltak betűk az adott alany, a vele párba állított másik alany nevéből, illetve további, véletlenszerűen választott betűk. Ebben az elrendezésben bármely eltérés a nevek hatásának tulajdonítható.
Például az oldalt látható táblázat Irma Maes és Jef Jacobs fiktív kísérleti alanyok számára készült. Az első pár az A és U betűkből áll: az előbbi nem szerepel Irma nevében, az utóbbi igen. A második pár az M és D betűk: az első szerepel Irma nevében, a második nem. Így végighaladnak a keresztnéven, majd a vezetéknéven is. Ezután Jef nevének betűi is szerepelnek. A betűk felsorolása visszafelé halad, hogy az alanyok ne olvassák ki nevüket a táblázatból. A szürkítés jelöli az egyes alanyok által kiválasztott betűket, amelyeket minél gyorsabban be kellett karikázniuk.
Az első teszteket 38 holland ajkú helyi iskoláslánnyal végezték. Szignifikánsan a saját nevük betűit részesítették előnyben a velük párba állított lányéval szemben. A másik az egyetem 98 holland ajkú hallgatóját vonta be, az olvasásban szerzett tapasztalat esetleges hatásának kimutatására. Négy további tényezőt variáltak: két betű helyett három betű; az előnyben részesítettől eltérő betűk áthúzása az előnyben részesítettel szemben; a QXYZ betűk bevonása, amelyek ritkák a holland nyelvben; a saját név betűinek előre vagy hátra sorolása. Az összes elrendezésben mutatkozott a névben szereplő betűk előnyben részesítése. A hatás akkor volt a legerősebb, amikor használták a QXYZ betűket, és a nem kiválasztott betűt ki kellett húzni. Nem voltak szignifikáns különbség a keresztnév, vezetéknév vagy mindkét név használata között. Habár a hatás a kezdőbetűk esetén volt a legerősebb, a többi betűnél is kimutatható volt.

### Diszkusszió
Nuttin arra következtetett, hogy függetlenül a látási, hallási, esztétikai, szemantikai és gyakorisági jellemzőktől, az egyének előnyben részesítik azokat a betűket, melyek előfordulnak a nevükben. Eredményét a nárcizmus, Gestalt elmélet és tudatosság keretein belül fogalmazta meg, amit az 1985-ös cikk címében is kifejezett: "Narcissism beyond Gestalt and awareness: the name letter effect", ahol a nárcizmus az önszeretetre utalt; a "beyond Gestalt" azt fejezte ki, hogy a betűk egymástól elkülönítve szerepeltek; és a  "beyond awareness" azt jelentette, hogy nem hívták fel az alanyok figyelmét arra, hogy a saját nevük szerepel. Nuttin azt állította, hogy az általa talált hatás elsőként néz a Gestalt és a tudatosság mögé.

## Második tanulmány
1987-ben Hilde Sas közreműködésével megjelent Nuttin második tanulmánya, melyben leírta 1984–85-ben végzett kísérleteit. A hatás pszichológiai elméletekre vonatkozó messzemenő következményeire való tekintettel úgy döntött, hogy először annak robusztusságát, valamint elterjedtségét teszteli, és csak utána próbálja a mélyebb folyamatokat megérteni. A vizsgálatot kiterjesztette különböző nyelvekre és kultúrákra, habár csak egy, a görög használt más ábécét, mint a többi. Ki kívánta zárni a Belgiumban beszélt holland nyelv esetleges specialitásait.

### Módszere
A kísérletek körébe 13 európai egyetemet vont be, 12 különböző nyelvvel: holland, angol, finn, francia, német, görög, magyar, olasz, norvég, lengyel, portugál és spanyol. A kísérleti elrendezést egyszerűsítették, hogy könnyebben szabványosítható és távolabbról is könnyen követhető legyen. Az alanyoknak a helyi ábécé összekevert betűi közül kellett hat betűt kijelölniük, hogy melyek a legszimpatikusabbak, és ezeket sorba is kellett állítaniuk, 1 a legszimpatikusabbnak, 2 a második legszimpatikusabbnak, és így tovább. Az új módszert Belgiumban tesztelték 2047 hallgatóval.

### Diszkusszió
Összevetve a nyelveket és a betűket, egy betű 0,30 valószínűséggel lett kiválasztva, ha szerepelt az alany nevében, és 0,20 ha az alany neve nem tartalmazta. A legerősebb hatást a norvég és a finn eredmények mutatták, míg a leggyengébbet a magyar, a portugál és az olasz kísérletek jelezték. Itt is jelen volt a hatás, de nem ért el szignifikáns szintet. A csak a vezetéknevet használó kísérletekben is jelentkezett a hatás, de legerősebben a monogramokra vonatkozott; itt az összes kísérletben szignifikánsnak jelezték. A nevek kezdőbetűit 0,46 valószínűséggel választották ki. További kísérletek megmutatták, hogy a kezdőbetűk kizárásával is megmarad a hatás az összes nyelvben.
Nuttin az alapján is elemezte az eredményeket, hogy van-e az ország nevének hatása az adott nép tagjainak betűpreferenciájára. De nem talált ilyen, még a norvégoknál (Norge) és a magyar résztvevőknél sem. Ebből Nuttn arra következtetett, hogy az egyedi tulajdonnak olyan érzelmi következményei vannak, mint amik nem figyelhetők meg köztulajdon esetén.
Nuttin még arra is gondolt, hogy egyes országok autójele más, mint amivel az adott ország neve kezdődik. Magyarország mellett (H) ilyen Ausztria is (németül Österreich, autójele A). De a hatást ezzel kapcsolatban sem mutattak ki.
A kísérleti elrendezés tartalmazott egy másik feladatot betűk kizárásáról. Az alanyokat arra kérték, hogy jelöljék meg az általuk legkevésbé kedvelt hat betűt. A saját névben szereplő betűket szignifikánsan kevésbé jelölték meg így. Az előző feladathoz képest aszimmetrikus eredmény adódott: a 12 nyelv beszélői nagyjából egyetértettek abban, hogy mely betűk a legkevésbé szimpatikusak. Ez az aszimmetria hasonló ahhoz, ahogy Czapiński elemezte a társválasztást osztálykirándulásokon: több volt abban a konszenzus, hogy mely három osztálytárs a legkevésbé népszerű, viszont abban nem, hogy kik igen.

## Fogadtatása
Az eredmények meglepősége miatt maga Nuttin is évekig habozott, mielőtt elkezdte őket nyilvánosságra hozni. Először az European Association of Experimental Social Psychology 1984-es konferenciáján említette meg, majd megírta a fent említett 1985-ös és 1987-es cikkeket. Ezek széles szkepticizmussal találkoztak, egyszerűen nem hitték el. Loosen szerint az eredmények annyira hitetlenek, hogy egy józan gondolkodású kutató spontán hamisítványnak tekinti. Több más kutató kételkedett pszichológiai relevanciájában.  A publikácuió utáni első öt évben  (1985–1989) az 1985-ös cikket egyetlen egyszer hivatkozták, és csak  egyetlen egy másik egyetemen, az Ohio Állami Egyetemen Johnson ismételte meg a kísérletet amerikai hallgatókkal, és reprodukálta az eredményeket. Johnson a hatást kezdőbetű hatásnak nevezte, mivel ezekre a legerősebb a hatás. Nuttin vitatta ezt az elnevezést, mivel nincs szükség arra, hogy két jelenséget feltételezzünk ott, ahol egyet is elég.
Loosen kritikája a kísérleti elrendezés félreértéséből adódott. Úgy értelmezte, hogy a párokat véletlenszerűen választották; pedig a kiválasztás nem véletlenszerű volt, hanem az alanyokat úgy párosították össze, hogy nevükben a lehető szótag egyezzen.
Ez 1995-ben megváltozott, amikor is Greenwald és Banaji rámutatott arra, hogy ez használható az önbecsülés közvetett mérésére, ahogy azt Nuttin is állította. Az ezt követő öt évben, 1995-től 1999-ig 14-szer, 2000-től 2004-ig 50-szer, 2005-től 2009-ig 114-szer, és 2010-től 2014-ig megközelítően 200-szor hivatkozták.  A hatást már nem vitatják, és  Stieger, Voracek, és Formann megtermékenyítő hatásúnak nevezte 2012-es metanalízisükben, ami 44 tanulmányt dolgozott fel a hatásról. Az elemzés nem találta nyomát a publikációs torzításnak.

## Jellemzői
Hoorens 2014-es metaanalízisében, ami több tucat tanulmányt vizsgált, a hatást robusztusnak nevezte., a következők tekintetében:
- Hatókör: A hatás a nevek kezdőbetűire a legerősebb, de ezek kizárása esetén is érvényesül a név többi betűjére.[29] Koole, Smeets, van Knippenberg és Dijksterhuis csak a nevek kezdőbetűire talált hatást.[34]
- Nem: Két tanulmány kivételével a hatás ugyanolyan erős volt nőknél és férfiaknál.[29] Kivételek: Albers, Rotteveel és Dijksterhuis, illetve Stieger, Preyss, and Voracek tanulmánya.[35][36] A hatásba beleszólhat a férfiak és a nők különböző társadalmi szerepe.[37] Ez mérhető a nem-saját név betűi hatással, ahol az alanynak azt kell megadnia, hogy a betűket mennyire érzi férfiasnak vagy nőiesnek. Az alanyok rendszerint a saját nemüket kapcsolják a saját nevük kezdőbetűihez.[38]
- Kor: A hatás iskolás gyerekektől egészen az idős alanyokig megtalálható.[29] Egyetlen kivétel Kernis, Lakey és Heppner tanulmánya.[39]
- Kultúra: a hatás érvényesül különböző kultúrákban.[29] Thaiföldi alanyokkal végzett vizsgálatokban Hoorens, Nuttin, Herman és Pavakanun erősebb hatást talált a keresztnéven, mint a ritkábban használt vezetéknéven.[40]  A japánok nem szokták kiemelni a monogramjukat, így a kezdő kanákra sem volt erősebb a hatás, mint a többi kanára.[41]
- Nyelvek: tizenöt nyelvet teszteltek; a fenti lista kiegészült a bulgár, a japán és a thai nyelvvel, négy nyelvcsaládból, öt írásrendszerrel (görög, latin, cirill, devanagari, kana). Mindegyiknél megtalálták a hatást.[29][41][42]
- Házasságban eltöltött idő: Stieger és LeBel a nevek kezdőbetűire összpontosított. Eszerint azok az emberek, akiknek neve házasság miatt változott meg, már két éven belül preferálták új vezetéknevük kezdőbetűjét, viszont a régi vezetéknevük kezdőbetűjét sem hagyták el, az is preferált betű maradt.[43]

## Magyarázatok
A hatás kialakulására több magyarázat is született. Ezek legtöbbjét azóta kizárták.

### Megcáfolt hipotézisek

#### Puszta kitettség
Az emberek szeretik azt, aminek sokszor vannak kitéve. A mindennapi életben leggyakoribb betűk gyakoriak a nevekben is. Forer 1940-ben, illetve Alluisi és Adams 1962-ben pozitív korrelációt talált a betűk és fonémák népszerűsége és aközött, hogy milyen gyakoriak.  Zajonc kiterjesztette a vizsgálatokat, és új szimbólumokat vezetett be, hogy kontrollálni tudja gyakoriságukat. Ő fogalmazta meg a puszta kitettség elvét: Minél gyakrabban találkozunk valamivel, annál jobban kedveljük. Nuttin első tanulmánya ezt megcáfolta, hiszen másként értékeltek egy-egy betűt azok, akiknek benne volt a nevükben, és azok, akiknek nem. Nuttinnak az volt a munkahipotézise, hogy az egyes betűk gyakorisága ugyanannyi az egyes emberek számára; azaz, hogy viszonylag ritkán látják nevüket leírva. Ezzel más kutatók is egyetértettek; Greenwald és Banaji egy aszimptota eléréséről beszéltek. A cáfolatot megerősítette, hogy a francia nyelvben a B ritka és a Q közepes gyakoriságú betű, a francia ajkú kísérleti alanyok körében mégis népszerűbb volt a B, mint a Q. Hasonlóan, a lengyel nyelvben az Y közepes gyakoriságú betű, mégis kevéssé volt népszerű. Általában azonban a legritkább betűk felül voltak reprezentálva a kevéssé népszerű betűk között; viszont a legnépszerűbb betűk közé kevés jutott be a leggyakoribb betűk közül. A Zajonc laboratóriumában használt kitettségek közötti különbségek (20-25) alacsonyak voltak a mindennapi életben tapasztaltakhoz, ami megkérdőjelezi az eredmények alkalmazhatóságát.

#### Szubjektív gyakoriság
A szubjektív gyakoriság azt jelenti, hogy mi az alany által várt gyakoriság. A saját nevünk betűit jobban megjegyezzük, emiatt úgy érezzük, hogy gyakoribbak. A korai eredmények szerint a szubjektív gyakoriság miatt az eredmények különböznek úgy is, hogy a gyakoriság azonos. Hoorens és Nuttin vizsgálta ezt a hipotézist is, amennyiben az alanyoknak a betűk szimpatikussági rendezése mellett még a szubjektív gyakoriság szerint is sorrendbe kellett rendezniük a betűket. Az alanyok valóban túlértékelték a névbetűik gyakoriságát, viszont nem volt szignifikáns pozitív korreláció e túlértékelés és a hatás között. A saját nevüket szerető alanyoknál erősebb volt a hatás, mint azoknál, akik nem szerették a nevüket, de ez a különbség nem jelent meg a szubjektív betűgyakoriságnál. Hoorens és Nuttin arra jutott, hogy ezt a hipotézist semmi sem támasztja alá.

#### Kiértékeléses kondicionálás
Martin és Levey definíciója szerint a kiértékeléses kondicionálás a klasszikus kondicionálás egy fajtája, amikor egy eredetileg semleges ingerhez érzelmet társítanak. Ez a jelenség azt sugallja, hogy ha a nevet szeretjük, akkor a betűit is szeretjük.
Ahogy Cherry a koktélparti-jelenségben felismerte, a saját név figyelemfelkeltő hatású a többi információ között. Így a saját név hatása betűpreferenciára is magyarázható kiértékeléses kondicionálással. Feys ellenőrzött kísérleteket végzett flamand alanyokkal, japán kandzsdikat párosított az alanyok nevéhez, és más nevekhez. Úgy találta, hogy nincs különbség a saját nevüket és a más neveket reprezentáló kandzsik kedveltsége között.

#### Szubjektív birtoklás
A szubjektív birtoklás azt jelenti, hogy az alanyok tudatosan választják a betűk közül azokat,melyek a saját nevükben szerepelnek. Nuttin tesztjeiben kizárta a tudatos választás szerepét. Korlátlan időt és pénzjutalmat ajánlott fel az alanyoknak, ha mintát találnak a válaszaikban, de nem találtak. Ezzel ezt a feltételezést is kizárták.

#### A tudás öröme
A gyerekek többnyire a saját nevük betűit tanulják meg először, ami tartós pozitív asszociációkhoz vezethet. Hoorens és Todorova olyan alanyok segítségével vizsgálta a kérdést, akiknek anyanyelve cirill betűkkel írt, de tanultak egy latin betűs idegen nyelvet. Mivel az idegen nyelvek tanulásakor már nem jut külön figyelem a saját név betűinek, azért a hipotézis szerint az idegen nyelv ábécéjén már nem kellene megmutatkoznia a név-betű hatásnak. A próbákon 100 bolgár vett részt, akik tanultak angolul, németül, franciául vagy spanyolul. Az eredmények szerint a saját név hatása jelentkezett a latin betűkön is. Az eredmény nem tulajdonítható azoknak a betűknek, amelyek mindkét ábécében szerepelnek, hiszen megmutatkozott azokon a betűkön is, amelyek nincsenek a cirill ábécében (DFGIJNRVWZ). A kutatók arra következtetettek, hogy a tudás öröme nem állja meg a helyét a hatás magyarázataként.
Nuttin, Herman és Pavakanun flamand és magyar általános iskolás gyerekeket vizsgált. A keresztmetszeti kísérleti elrendezésben másodikos, negyedikes és hatodikos tanulók vettek részt. Ahelyett, hogy a tudás öröme hipotézisből következően gyengült volna, még erősödött is a hatás; ami szintén azt mutatja, hogy a hipotézis nem állja meg a helyét. További tanulmányok szintén azt találták, hogy gyerekeknél a korral erősödik a hatás, például Corenblum and Armstrong kanadai indián gyerekeknél. A kísérletekbe kétnyelvű thai alanyokat is bevontak, akik közül egyesek a thai írással egy időben tanulták az angol ábécét is, míg mások előbb a thai, majd az angol ábécét tanulták. Úgy találták, hogy a hatás erőssége nem függ attól, hogy mikor tanulták a második ábécét, ami teljesen kizárja a tudás örömét a magyarázatból. A kísérletben a thai ábécéből csak mássalhangzókat használtak, mivel a magánhangzók kiejtése a környezetüktől függ.

### Valószínű ok
A hatást az önértékelés nem tudatos, automatikus folyamatai váltják ki. Ezt több kutatócsoport is megerősítette, különböző irányokból megközelítve a kérdést.

#### Puszta birtoklás
Nuttin elméletét a birtoklásra alapozta. Ez a gazdasági pszichológiából eredeztethető. A birtoklás hatása azt jelenti, hogy az emberek többre becsülik azt, ami a birtokukban van, csak azért, mert az övék. Nuttin a saját név hatását betűpreferenciára azzal magyarázta, hogy az emberek automatikusan többre becsülnek és jobban szeretnek bármit, ami hozzájuk kapcsolódik. Így a saját név hatása betűpreferenciára speciális esete az általánosabb, puszta birtoklási hatásnak. Ekkor az elméletből következnek az alábbiak, amelyek igazolhatók is:
- A legtöbb ember szereti a nevét. Azok, akik nem, a nevük betűit sem részesítik előnyben. Hoorens és Nuttin tesztelte ezt, és úgy találta, hogy a legtöbb ember nagyra tartja a nevét. Egy további eredményük, hogy akik magasra értékelték a nevüket, azok a nevük betűit is jobban preferálték, mint azok, akik nem.[69]
- Azoknak, akik két olyan nyelvet beszélnek, melyek különböző ábécét használnak, mindkét ábécére mutatniuk kell a hatást. A másodjára tanult ábécénél gyengébbnek kell lennie a hatásnak, mivel az új ábécében írt név gyengébben kapcsolódik az egyénhez. Hoorens és Todorova úgy találta, hogy akik egy cirill betűs és egy latin betűs nyelvet beszélnek, és kedvelik nevük cirill betűit, azok a nevük a latin betűit is kedvelik. A hatás gyengébb volt a második ábécében.[60] Hoorens, Nuttin, Herman és Pavakanun ezt az eredményt thai-angol tanulmánnyal erősítette meg.[70]
- Hasonló hatások jelentkeznek más dolgokkal kapcsolatban is, amelyek kapcsolódnak az egyénhez, például a születésnap számai. Nickell, Pederson, és Rossow úgy találta, hogy az emberek jobban kedvelik azokat a számokat, melyek a születési évüket és hónapját reprezentálják. Még jobban kedvelték az alanyok a végzésük évét.[71] Kitayama és Karasawa japán hallgatókkal arra az eredményre jutott, hogy erős a születésnap-hatás a hónap napjára, különösen a 12-nél nagyobb számokra. A nagyobb számok egyértelműbben kapcsolhatók a születésnaphoz, míg a kisebbeknek számos más jelentésük van.[41]

#### Implicit önbecsülés
Más kutatók az okot a szociálpszichológia keretei között fogalmazták meg, speciálisan az önbecsülés elméletével. Az első Greenwald és Banaji voltak 1995-ben. A kutatóknak ez a csoportja azt állítja, hogy a saját név hatása betűpreferenciára az implicit önbecsülés eredménye, ami egy személy tendenciája arra, hogy pozitívan értékelje magát spontánul, automatikusan és tudat alatt. A legtöbb ember szereti magát.  Az önbecsülés halo-hatása kiterjed az önmagához társított attribútumokra, így a nevére és annak betűire is.  Syz már 1926-ban felfedezte, hogy az egyén saját neve speciális másokéhoz képest, ami fizikailag mérhető hatást vált ki a bőrön. Úgy gondolják, hogy ha a személy felismeri a nevének a betűit, akkor az implicit önbecsülés pozitív érzését tapasztalja. Emiatt az alany tudat alatt a saját nevének betűit részesíti előnyben.
- Mivel ez egy automatikus folyamat, azért az időben stabilnak kell lennie. Koole, Dijksterhuis és van Knippenberg arra kért holland hallgatókat, hogy értékeljék az ábécé betűit, és közben  válaszoljanak néhány kérdésre, melyekkel elterelték a figyelmet. A tesztet négy hét múlva megismételték. Úgy találták, hogy a preferenciák nem változtak szignifikánsan.[77] Hoorens és társai azt is megjegyezték, hogy 164 alany preferenciái stabilak maradtak egymás után hét nap alatt.[78]
- Mivel ez egy automatikus folyamat, azért tudatos gondolkodással befolyásolhatónak kell lennie, ahogy más automatikus folyamatoknak. Több tanulmány is alátámasztja, hogy a gondolkodás akadályozza az automatikus válaszadást.[79][80]  Koole, Dijksterhuis és van Knippenberg arra kérte az alanyokat, hogy értékeljék a betűket és a számokat 1-től 50-ig. Felüknek megmagyarázta a preferenciát, ami így el is tűnt náluk. Ez arra mutat, hogy ez egy automatikus folyamat.[81]
- Az érzelmek tudat alatti szabályozása erősödik pszichológiai fenyegetés hatására. Mivel ennek a hatásnak a hátterében is egy ilyen szabályozás áll, azért pszichológiai fenyegetés hatására a hatásnak erősödnie kell. Jones, Pelham, Mirenberg, és Hetts arra az eredményre jutott, hogy erős explicit önbecsülésű embereknél a hatás erősödött pszichológiai fenyegetés hatására. Ezzel szemben az alacsony önbecsülésű alanyok ellentétes hatást mutattak.[82] Komori és Murata megismételte a vizsgálatot angolul is beszélő japánokkal, akiknek az angol ábécé betűiből kellett kiválasztaniuk a preferált betűket.[83]
- Mivel ez egy automatikus folyamat, azért a névbetűk küszöb alatti használatának más preferenciákra is hatnia kell. Wentura, Kulfanek, és Greve ezt az előfeszítés technikájával vizsgálta. Egy pillanatra, hogy ne tudatosuljon bennük, felvillantották az adott kísérleti alany vagy a vele párba állított alany monogramját. Ezt követték olyan szavak, mint "honest" (becsületes) vagy "lonely" (magányos). Az alanyoknak el kellett dönteniük, hogy pozitív vagy negatív-e a szó jelentése. Úgy találták, hogy ha előbb a saját monogramját villantották be, akkor az alany gyorsabban felismerte a pozitív szavakat. A negatív szavakra a hatás nem érvényesült. A hatás különösen azokra az alanyokra volt erős, akinek az explicit önértékelése is erős volt.[84][85]
- Ha van halo hatás, ami tovább terjed a kapcsolatokban, akkor a kapcsolatban álló személyek nevére  is jelentkeznie kell a hatásnak. LeBel és Campbell az alanyok párjának monogramjára is talált preferenciát.[86] DeHart, Pelham, Fiedorowicz, Carvallo, és Gabriel eredményei szerint a hatás kimutatható más kapcsolatok esetén is, mint szülő-gyerek, testvér vagy barátok esetén is.[87]

## Alkalmazása
Pszichológiai üléseken a saját név hatása betűpreferenciára az önbecsülés mérésére használható. Az önbecsülésnek két típusa van: az explicit, szavakkal leírható, illetve az implicit, ami nem írható le szavakkal, vagy fejezhető ki más eszközökkel, még önelemzés segítségével sem. Azonban mérhető azzal, hogy milyen gondolatokat generálnak az alany saját magához tartozó dolgok: pozitívokat vagy negatívokat.
A betűpreferencia feladat a második leggyakrabban használt módszer az implicit önbecsülés mérésére, melyet csak az implicit asszociáció teszt múl felül. A feladat más elnevezése: névbetű preferencia feladat, névbetű rangsorolási mérés vagy monogram preferencia feladat. A feladat alkalmazása nincs szabványosítva. Leggyakrabban a betűk rangsorolását választják, amiben az ábécé összes betűjét rangsorolni kell. Még ebben is több változat szerepel, így lehet a betűk sorrendje rendezett vagy véletlen; lehet pontozásos, amikor is különbözhetnek a skálák, vagy sorba rendezéses; lehet a teszt papíron vagy számítógéppel segített; illetve az instrukciók is különbözhetnek (mennyire szereted a betűket, illetve mennyire tartod vonzónak őket).
Ahogy a feladat, úgy a kiértékelése sincs szabványosítva. Legalább hat algoritmust használnak,  tipikusan csak a monogramot véve figyelembe, de figyelembe vehetik az összes betűt is.
Stieger, Voracek és Formann azt ajánlja, hogy a feladatot kétszer végeztessék el. A hatást számítsák külön a vezetéknév és a keresztnév kezdőbetűjére. A feladatot egészítsék ki a születésnapra vonatkozó hasonló feladattal. Az instrukciók kedvelést foglaljanak magukba, ne pedig vonzóságot. Tovább azt sugallják, hogy vegyék figyelembe a név összes betűjét, nemcsak a monogramot. Ebben Hoorens is egyetért velük. A betűpreferencia feladatot számos kontextusban használják, mint depresszió esetén, pszichés egészség, társas elfogadottság, nem reális optimizmus, visszajelzésre való érzékenység, érzelmi önszabályozás és defenzivitás felmérésére.

## További következtetések
A hatással kapcsolatban több feltételezés is született. Ezen hipotézisek közül többet cáfoltak.

### Laboratóriumi vizsgálatok
Hodson és Olson laboratóriumban vizsgálta azt a feltételezést, hogy az emberek neve mennyire hat mindennapi választásaikra. Nem találtak bizonyítékot, sem a személyeket szembeállítva: például Judy nem kedveli jobban a dzsemet (jam), mint Doug; sem pedig a személyek preferenciáit tekintve, például Judy nem szereti feltétlenül jobban a dzsemet, mint a mézet. A kutatók a márkákkal kapcsolatban találtak egy gyenge hatást, például a Hank nevűek gyakrabban választanak Hondát, mint olyan márkát, aminek neve más betűvel kezdődik. Véleményük szerint a mindennapi dolgok nem fejeznek ki identitást, viszont a márkanevek igen. Stieger azzal egészítette ki, hogy a terméknevek preferenciáit vizsgálta. Ő szintén talált kapcsolatot a nevek kezdőbetűi és az előnyben részesített márkák, különösen az ismert márkák választása között. Viszont nem talált korrelációt az egyes személyek név-betű hatásának erőssége és a név kezdőbetűje márkaválasztásra gyakorolt hatása között.
Wiebenga és Fennis azt vizsgálta, hogy az I (én) és a My (enyém) névmások szerepeltetése a névben hat-e a preferenciákra, hiszen ezek a névmások az önazonosságra utalnak. Úgy találta, hogy pozitívabban értékelik ezeket a márkákat, mint például  iPhone és Myspace, mint a többi márkát, például Xbox. Ez a hatás hasonlóan viselkedett, mint a saját név hatása betűpreferenciára: ha az egyén fenyegetve érezte magát, akkor erősödött, viszont ha gyenge volt az önértékelés, akkor eltűnt.
Polman, Pollmann, és Poehlman tanulmánya szerint a csoportmunka minősége jobb azokban a csoportokban, ahol a tagok neve azonos betűkkel kezdődik. Egyetemi hallgatók vizsgálata megerősítette a hipotézist: ha egy csoportban nagyobb volt azok aránya, akiknek nevének kezdőbetűje megegyezett, akkor az a csoport jobban együtt tudott működni, mint ahol ez az arány alacsonyabb volt.

### Statisztikai elemzések
Pelham, Mirenberg és Jones statisztikai vizsgálatokkal keresett bizonyítékot a saját név hatása betűpreferenciára mögött álló hajtóerőre. Vizsgálataikat az implicit egoizmus alatt foglalták össze.  A szkeptikusok szerint, mivel állításaik rendkívüliek voltak, azért rendkívüli bizonyítékokat követeltek.
Simonsohn felhívta a figyelmet a lehetséges hibákra. Például figyelembe kell venni a nevek népszerűségének változását. Erre példát is hozott: Habár a Walter és a Dennis nevek gyakorisága közel egyenlő az Amerikai Egyesült Államokban, a Walter név népszerűsége csökkent az elmúlt évtizedekben. Amikor Pelham és társai több fogorvost találtak Dennis, mint Walter névvel, annak az lehetett az oka, hogy a Walter nevet viselők átlagéletkora magasabb, mint a Dennis nevűeké, ezért nagyobb annak a valószínűsége, hogy nyugdíjasok. A nevek népszerűségének változása lehet, hogy jobb magyarázat arra, hogy több a Dennis nevű fogorvos (dentist), mint a Walter nevű. Kooti, Magno és Weber Google és Twitter fiókok vizsgálatával és egy másik statisztikai módszerrel arra jutott, hogy nincs arra bizonyíték, hogy az emberek aránytalanul nagyobb számban választanak olyan szakmát, aminek a neve ugyanúgy kezdődik, mint a saját nevük.
Dyjas, Grasman, Wetzels, van der Maas és Wagenmakers azt a cikket kritizálta Pelham és csapatának cikkei közül, amiben az Amerikai Egyesült Államok 23, szentekről elnevezett városának halálozási adatait elemezték. Míg Pelhamék összevonták az adatokat, és arra következtettek, hogy az emberek vonzódnak ahhoz a városhoz, melyek neve megegyezik az ő keresztnevükkel, Dyjas és csapata Bayes-féle hierarchikus modellezéssel megmutatta, hogy ez nem mindegyikükre igaz, hanem van, hogy az ellenkezője történik. Elemeztek olyan városokat is, amelyek tartalmaztak 30 vezetéknevet, mint például Jackson és Johnson City. Ezekben aránytalanul sok olyan ember halálozott el, akiknek a vezetékneve megegyezett a város neve által tartalmazott vezetéknévvel. Dyjas és társai azzal érveltek, hogy hihetőbb lehet az a magyarázat, hogy az alapítók utódai sosem költöztek el a városból, mint az, hogy a városok vonzzák az adott vezetéknevű embereket. Így az okság iránya fordított.
Ugyanez volt a probléma halálozás adatok elemzésénél. Christenfeld, Phillips és Glynn arra következtetett, hogy tovább élnek azok a személyek, akiknek pozitív jelentésű a monogramjuk, mint azok, akiknek negatív. A következtetést 1969 és 1995 közötti kaliforniai halotti anyakönyvi kivonatokból vonták le. Morrison és Smith szerint a következtetést azután vonták le, hogy az adatokat a halálozási életkor szerint csoportosították. A monogramok időbeli változása zavaró tényező. Az adatokat születési év szerint csoportosítva az összefüggés eltűnt. Smith hasonló hibát talált Abel cikkében, amikor baseballjátékosok halálozását elemezte aszerint, hogy a monogramjuk pozitív vagy negatív.
Simonsohn szintén fordított okságra utalt, amikor Anseel és Duyck belga vállalatok nagy méretű adathalmazát vizsgálta, és úgy találták, hogy az emberek hajlamosak azoknál a vállalatoknál elhelyezkedni, melyek neve ugyanazzal a betűvel kezdődik, mint az ő családnevük. Simonsohn szerint a kapcsolat inkább olyan, mint hogy  Walt Disney a Disneynél dolgozik: sok ember olyan vállalatnál dolgozik, melyet őróla, vagy valamelyik családtagjáról neveztek el. Az Amerikai Egyesült Államok vállalatairól összeállított nagy méretű adathalmaz feldolgozásában nem talált bizonyítékot arra, hogy az emberek olyan vállalatoknál helyezkednek el, melyek neve ugyanazzal a betűvel kezdődik, mint a saját vezetéknevük.
Nelson és Simmons tanulmánya azzal foglalkozott, hogy a saját név hatása érvényesül-e a baseball-pályán a K betűvel kapcsolatban (a strikeoutot K betű jelzi az eredményjelző táblán). McCullough és Williams nem talált kapcsolatot a játékosok neve és a strikeoutok között. Nelson és Simmons úgy találta, hogy a C-vel és a D-vel kezdődő nevű tanulók rosszabbul teljesítettek, mint azok, akiknek a neve A-val vagy B-vel kezdődik (az Amerikai Egyesült Államokban betűkkel jelzik az osztályzatokat, és az A a legjobb jegy). McCullough és Williams kritizálta a módszerüket, és ők nem találtak kapcsolatot.
Simonsohn kritikájára válaszolva Pelham és Carvallo egy újabb tanulmányt jelentetett meg 2015-ben, amiben leírták, hogyan vették számításba a nemet, a népcsoportot és a képzettséget. Népszámlálási adatokra támaszkodva azt állították, hogy 11 szakmában még mindig aránytalanul több olyan férfi dolgozik, akiknek vezetékneve éppen az adott szakma. Ezek között volt Baker (pék), Carpenter (ács, asztalos) és Farmer. Ezt a  New Scientist nominatív determinizmusnak nevezte. Voracek, Rieder, Stieger és Swami megvizsgálta az okságot, és azt állították, hogy sok mai Smith (kovács) még mindig bír azokkal a testi képességekkel, melyekkel kovács őseik is rendelkeztek. A csapat szerint inkább genetikai és társadalmi tényezőket kell feltételezni, mint az implicit egót.
Chandler, Griffin és Sorensen hét hurrikán utáni adománygyűjtést elemzett, többek között a Katrina, Rita és Mitch hurrikánokat követően. Úgy találták, hogy aránytalanul többet adományoztak olyan személyek, akiknek neve ugyanazzal a betűvel kezdődött, mint a hurrikáné. Arra jutottak, hogy az egyezés a hurrikán nevével rossz érzést vált ki, melyet adományozással enyhítenek. Simonsohn azt sugallta, hogy az implicit egó csak akkor tudja befolyásolni a döntéseket, amikor majdnem mindegy, hogy mit választunk. Így a fontosabb döntésekbe, mint a szakmaválasztásba nem szól bele, csak a kisebbekbe, mint egy adomány célpontja.

## Fordítás
Ez a szócikk részben vagy egészben  a   Name-letter effect című angol Wikipédia-szócikk fordításán alapul.  Az eredeti cikk szerkesztőit annak laptörténete sorolja fel. Ez a jelzés csupán a megfogalmazás eredetét és a szerzői jogokat jelzi, nem szolgál a cikkben szereplő információk forrásmegjelöléseként.